# Henri Meilhac
Henri Meilhac (Parigi, 21 febbraio 1831 – Parigi, 6 luglio 1897) è stato un librettista e drammaturgo francese.

## Biografia
Dopo l'esordio come commediografo nel 1856, scrisse numerosi libretti per le operette di Jacques Offenbach, sia da solo che in collaborazione con Ludovic Halévy; sempre con Halévy scrisse il libretto per la Carmen di Georges Bizet e con Philippe Gille quello per la Manon di Jules Massenet.
Fu anche fecondo commediografo sempre con Halévy e le loro commedie ottennero un notevole successo nella Parigi della seconda metà dell'Ottocento. Fra i titoli delle commedie ricordiamo Il marito della debuttante (Le Mari de la debutante, debutto a Parigi al Palais Royal il 5 febbraio 1879), La vedova allegra, La cicala, Il treno di mezzanotte.
Nel 1888 venne eletto accademico di Francia, prendendo il posto di Eugène Labiche.